# Juho Mikkonen
Pour les articles homonymes, voir Mikkonen.
Juho Mikkonen est un fondeur finlandais né le 28 décembre 1990. 

## Biographie
Actif dans le cirque blanc depuis l'hiver 2007-2008, Juho Mikkonen fait ses débuts individuels en Coupe du monde en mars 2009 à Lahti. En 2009 et 2010, le Finlandais court les Championnats du monde junior, signant comme meilleur résultat une quatrième place sur le sprint en 2010 à Hinterzarten.
Son premier podium international en janvier 2013, lorsqu'il termine deuxième du sprint d'Östersund en Coupe de Scandinavie, avant de devenir vice-champion du monde des moins de 23 ans du sprint, derrière Federico Pellegrino.
Il est sélectionné pour les Jeux olympiques de Sotchi, participant uniquement au sprint disputé en style libre. Il est éliminé en qualifications avec le 43e temps.
En 2014, il marque aussi ses premiers points en Coupe du monde en terminant dixième du sprint de Toblach. Ensuite, lors du Nordic Opening 2014-2015, il signe son meilleur résultat en carrière en se classant quatrième de la finale du sprint libre à Lillehammer. En 2016, il devient champion de Finlande pour la première fois sur le sprint. Durant la saison 2018-2019, il remporte la course marathon Finlandia-hiihto.
Lors de la saison 2020-2021, il enregistre son meilleur classement général en Coupe du monde avec le 68e rang et honore sa première sélection pour des championnats du monde à Oberstdorf, où il se classe deux fois 43e notamment et 57e du sprint, à l'issue duquel il confirme être fatigué de sa saison. Il prend sa retraite sportive à l'issue de cet hiver.
Sa femme est la fondeuse à succès Kerttu Niskanen, qu'entraîne depuis 2019.

## Palmarès

### Jeux olympiques
| Épreuve / Édition | Sprint | Sprint                           | 15 km                            | 15 km     | Skiathlon 2 × 15 km | 50 km | Relais | Relais    |
| Épreuve / Édition | libre  | classique                        | libre                            | classique | Skiathlon 2 × 15 km | 50 km | Sprint | 4 × 10 km |
| JO 2014 Sotchi    | 42e    | Épreuve inexistante à cette date | Épreuve inexistante à cette date | —         | —                   | —     | —      | —         |

Légende :
- : pas d'épreuve
- — : non disputée par Juho Mikkonen

### Championnats du monde
| Épreuve / Édition        | Sprint                           | Sprint    | 15 km | 15 km                            | Skiathlon 2 × 15 km | 50 km | Relais | Relais    |
| Épreuve / Édition        | libre                            | classique | libre | classique                        | Skiathlon 2 × 15 km | 50 km | Sprint | 4 × 10 km |
| Mondiaux 2021 Oberstdorf | Épreuve inexistante à cette date | 57e       | -     | Épreuve inexistante à cette date | 43e                 | 43e   | —      | —         |

Légende :
- : pas d'épreuve
- — : non disputée par Mikkonen

### Coupe du monde
- Meilleur classement général : 68e en 2021.
- Meilleur résultat individuel : 4e.

#### Classements en Coupe du monde
| Année     | Classement général final | Classement distance | Classement sprint |
| 2013-2014 | 114e                     |                     | 60e               |
| 2014-2015 | 78e                      |                     | 36e               |
| 2015-2016 | 101e                     |                     | 57e               |
| 2017-2018 | 128e                     |                     | 70e               |
| 2019-2020 | 113e                     | 88e                 | 73e               |
| 2020-2021 | 68e                      | 61e                 | 47e               |

### Championnats du monde des moins de 23 ans
En 2013 à Liberec, il obtient la médaille d'argent au sprint classique.

### Coupe de Scandinavie
- 2 podiums.

### Championnats de Finlande
- Titré en 2016 sur le sprint libre.